# John Salathé
John Salathé (* 14. Juni 1899 in Niederschöntal bei Füllinsdorf in der Schweiz; † 31. August 1992 in Kalifornien) war ein Pionier des Bigwall-Kletterns im Yosemite Valley.

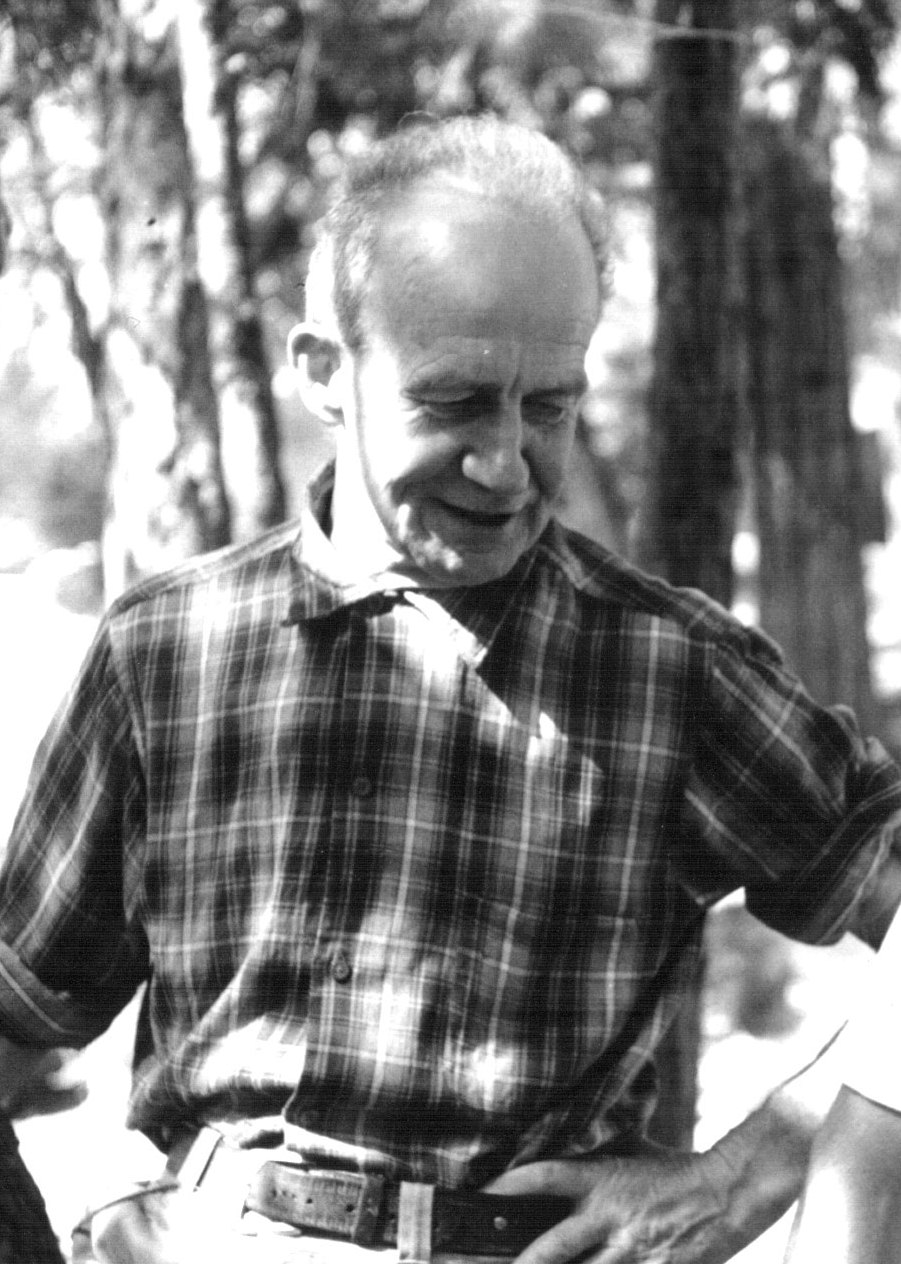
John Salathé 1964 im Camp 4, Yosemite Valley

## Leben
Hans (John) Salathé, Sohn einer vielköpfigen Arbeiter- und Bauernfamilie, lernte Hufschmied, verbrachte vier Jahre als Matrose auf See, bis er 1929 in Montreal heiratete. Im gleichen Jahr wanderte er mit seiner Frau Ida in die USA aus, wo er 1933 in San Mateo, Kalifornien, eine eigene Schmiedewerkstatt eröffnete, die Peninsula Wrought Iron Works. Er wurde Veganer und kam in den Tuolumne Meadows in Kontakt mit dem Sierra Club.
1945 begann er mit Klettern im Yosemite Valley, dabei stellte er fest, dass die bisherigen Felshaken zu weich waren für den harten Granit der Sierra. Er entwickelte Haken aus hartem Chrom-Vanadium-Stahl, u. a. so genannte Lost Arrows, die noch heute fabriziert und verwendet werden. Die unverzichtbare Steighilfe beim technischen Klettern, die so genannten Sky Hooks, gehen ebenfalls auf Salathé zurück.
Vom 13. bis 14. Oktober 1946 gelang ihm mit Ax (Anton) Nelson die Erstbegehung der Südwestwand des Half Dome – mit dem ersten Biwak in einer Yosemite-Wand. Die Kletterei erforderte 150 Haken.
Am 5. September 1947 erreichten Salathé und Nelson den Gipfel der Granitspitze des Lost Arrow durch die Chimney-Route nach fünf Tagen harter Kletterei mit vier Biwaks. Dabei platzierten sie auch Bohrhaken. Die Route setzte neue Massstäbe durch die Schwierigkeit und die lange Zeitdauer der Erstbegehung, sie wurde erst 17 Jahre später wiederholt.
Vom 30. Juni bis 4. Juli 1950 gelang ihm mit Allen Steck die Nordwand des Sentinel Rock, heute eine klassische Route. Am 5. und 6. September 1951 gelang ihm mit Cliff Hopson die Südwand des Sugarloaf Dome. 1953, nach einem psychischen Zusammenbruch, verliess er seine Familie, kehrte in die Schweiz zurück und wurde Mitglied der religiösen Gemeinschaft Spiritual Lodge Zurich. 1958 bestieg er als letzten Berg das Matterhorn.
1963 kehrte er nach Kalifornien zurück und brachte 20 Jahre damit zu, durchs Land zu trampen und sich u. a. von Reis, Bohnen, Gerste, Kräutern und Pflanzen zu ernähren. Das Ende seines Lebens verbrachte er in verschiedenen Altersheimen in Kalifornien. Ihm zu Ehren heißt eine große klassische Route am El Capitan Salathé Wall. Er gilt als einer der grossen Pioniere, als «Grossvater» des Bigwallkletterns im Yosemite.